# سن-موییز، کبک
سَن-مُییز (به فرانسوی: Saint-Moïse) قصبه‌ای در منطقه شهری لا ماتاپدیا ناحیه با-سن-لوران در استان کبک کانادا است. در سرشماری سال ۲۰۱۱ این قصبه ۶۶۱ نفر جمعیت داشته‌است و مساحت آن ۱۰۶٫۸۳ کیلومتر مربع است.